# Dombeya valou
Dombeya valou är en malvaväxtart som beskrevs av Henri Ernest Baillon. Dombeya valou ingår i släktet Dombeya och familjen malvaväxter. Inga underarter finns listade i Catalogue of Life.